# The Singles Collection, Volume 1
The Singles Collection, Volume 1 es un disco con canciones no incluidas en álbumes anteriores de Dropkick Murphys. Es la versión americana de The early years, que fue con el nombre con el que salió en Europa, y que contiene algunas modificaciones respecto a él. Contiene todas las canciones grabadas, en discos conjuntos, anteriores a la salida de su primer álbum Do or Die, sin contar con Boys on the Docks EP, junto con grabaciones de conciertos.
Incluye 5 versiones: Career Opportunities, The Guns of Brixton y White Riot de The Clash, Billy Bones de The Pogues y I've Had Enough de Slapshot.
| Cortes | Aparecido en                                                                         |
| ------ | ------------------------------------------------------------------------------------ |
| 1,2    | Dropkick Murphys/Ducky Boys Split 7 inch julio de 1996                               |
| 3-6    | Tattoos and Scally Caps febrero de 1997                                              |
| 7-10   | Fire and Brimstone febrero de 1997                                                   |
| 11,12  | Dropkick Murphys/Bruisers Split 7 inch septiembre de 1997                            |
| 13,14  | Anti-Heros vs Dropkick Murphys noviembre de 1997                                     |
| 15-23  | Grabado en directo en la fiesta de presentación de Do or Die el 8 de febrero de 1998 |
| 24     | Grabado en directo en el "Boston Pride" en noviembre de 1997                         |

## Canciones
1. "Barroom Hero" – 3:09
2. "Fightstarter Karaoke" – 2:33
3. "John Law" – 2:15
4. "Regular Guy" – 1:53
5. "3rd Man In" – 2:19
6. "Career Opportunities (Directo)" – 1:53
7. "Never Alone" – 3:18
8. "Take It Or Leave It" – 2:02
9. "Eurotrash" – 1:36
10. "Front Seat" – 2:33
11. "Denial" – 2:24
12. "Billy's Bones" – 2:03
13. "Road Of The Righteous" – 2:50
14. "The Guns of Brixton (Directo)" – 2:47
15. "Cadence To Arms (Directo)" – 2:26
16. "Do Or Die (Directo)" – 1:48
17. "In The Streets Of Boston (Directo)" – 1:14
18. "Never Alone (Directo)" – 2:40
19. "Get Up (Directo)" – 2:05
20. "Far Away Coast (Directo)" – 2:46
21. "Boys On The Docks (Directo)" – 2:53
22. "Skinhead On The MBTA (Directo)" – 4:45
23. "I've Had Enough (Directo)" – 1:42
24. "White Riot (Directo)" – 1:48

Todas las canciones son de Dropkick Murphys salvo las anteriormente dichas.

## Componentes
- Mike McColgan – voz
- Ken Casey – bajo y voz
- Rick Barton – guitarra
- Matt Kelly – batería

- Datos: Q1154260